# Mimar Davud Ağa
Mimar Davud Ağa (Constantinopel, 1540? - 1599) was een belangrijk Turks architect in het Ottomaanse Rijk. Hij was werkzaam als hoofd-waterwerken van het Rijk, totdat hij, na de dood van Sinan in 1588, door Sultan Mehmet III werd aangesteld als hoofdarchitect van het Rijk en verantwoordelijk werd voor het afronden van Sinans werken. In die hoedanigheid bouwde hij ook een van de meest kenmerkende gebouwen van Istanboel, de Yeni Camii (nieuwe moskee). Verscheidene andere werken dragen zijn naam, waaronder enkele moskeeën, het Mandenmakerspaviljoen aan de Bosporus, de Haremcomplexen van het Topkapi Paleis en het Koca Sinan Pasa-Complex. Voor zijn voorganger, Mimar Sinan, bouwde hij de door Sinan zelf ontworpen tombe.

## Werken
| Nr. | Turkse Naam               | Nederlandse betekenis     | Start bouw | Locatie            |
| --- | ------------------------- | ------------------------- | ---------- | ------------------ |
| 1   | Sepetçiler Kasrı          | Mandenmakerspaviljoen     | 1591       | Eminönü, Istanboel |
| 2   | Koca Sinan Paşa Külliyesi | Koca Sinan Paşa Complex   | 1593       | Eminönü, Istanboel |
| 3   | Cerrah Mehmed Paşa Camii  | Cerrah Mehmed Paşa Moskee | 1594       | Eminönü, Istanboel |
| 4   | Ağa Camii                 | Ağa Moskee                | 1597       | Beyoğlu, Istanboel |
| 5   | Yeni Camii                | Nieuwe Moskee             | 1597       | Eminönü, Istanboel |
| 6   | Topkapi Sarayi Haremi     | Topkapi Paleis Harem      | 1598       | Eminönü, Istanboel |